# Pace di Ramla
La pace di Ramla, sottoscritta il 1º settembre 1192, equivalente a martedì 21 shaʿbān 588 E., concluse un iter negoziale avviato il 10 settembre 1191 / 17 shaʿbān 587 E., subito dopo la contrastata e altalenante conquista di Giaffa da parte del re d'Inghilterra Riccardo Cuordileone, avvenuta il 10 settembre, immediatamente dopo la vittoria conseguita il 7 settembre dallo stesso Riccardo ad Arsūf.
Questo primo abboccamento preparatorio vide impegnati nella trattativa il sovrano inglese e il fratello di Saladino, al-'Adil I, ma il vero accordo tra crociati e musulmani giunse a seguito dell'incontro tra Saladino e lo stesso sovrano plantageneta.
Secondo i termini dell'accordo, che comportava una tregua di 3 anni e 3 mesi (o 5 anni) Gerusalemme sarebbe rimasta sotto sovranità islamica. Tuttavia, la città sarebbe stata aperta ai pellegrinaggi cristiani. Il trattato di pace, concludendo la terza crociata, riduceva di fatto e di diritto i regni latini crociati di Outremer a una striscia geopolitica costiera che si estendeva da Tiro a Giaffa.
Né Saladino, né Riccardo I erano stati entusiasti nel sottoscrivere tale accordo ma, di fatto, entrambi non avevano alcuna altra scelta possibile. L'emiro ayyubide era stato fiaccato, fisicamente e finanziariamente, dalle vicende belliche e re Riccardo doveva guardarsi dal tradimento che già si stava ordendo ai suoi danni in patria.

Entrambi scomparvero in breve tempo dalla scena militare e politica vicino-orientale: Saladino morì infatti a Damasco il 4 marzo 1193/27 ṣafar 589 E. e Riccardo fu preso ostaggio in Austria una settimana dopo aver sottoscritto la tregua, mentre era sulla via di ritorno in patria.